# Nikolai Spinev
Nikolai Spinev, ruski veslač, * 30. maj 1974, Rostov.
Spinev je za Rusijo nastopil na Poletnih olimpijskih igrah 1996, 2000 in Poletnih olimpijskih igrah 2004. V Atenah, kjer je kot član ruskega dvojnega četverca osvojil zlato medaljo.